# گورباچف (فیلم)
گورباچف (ایتالیایی: Gorbaciof) یک فیلم درام ایتالیایی به کارگردانی استفانو اینچرتی است که در سال ۲۰۱۰ منتشر شد.

## بازیگران
- تونی سرویلو
- نلو ماشا
- هاروهیکو یامانوچی